# Comitê Olímpico da Coreia do Sul

Logotipo oficial do Comitê.

O Comitê Olímpico da Coreia do Sul (em coreano:  대한체육회) é o Comitê Olímpico Nacional da Coreia do Sul e representa o país nos Jogos Olímpicos. Fazia parte do Conselho Olímpico da Coreia, mas as entidades foram fundidas em 2009.